# Anisotes divaricatus
Anisotes divaricatus är en akantusväxtart som beskrevs av T.F.Daniel, Mbola, Almeda och Phillipson. Anisotes divaricatus ingår i släktet Anisotes och familjen akantusväxter. Inga underarter finns listade i Catalogue of Life.